# Rugby (Engeland)
Rugby is een stad in het bestuurlijke gebied Rugby, in het Engelse graafschap Warwickshire. De plaats telt 	61.988 inwoners. In deze plaats is de sport rugby bedacht. De sport rugby heeft haar naam te danken aan de naam van de stad.  
De Rugby School is een van de oudste kostscholen in Engeland en een van de bekendste. Onder andere Salman Rushdie en Neville Chamberlain waren er leerling.

## Geboren
- Arthur Bostrom, acteur en schrijver
- Rupert Brooke, dichter
- Jonnie Irwin (1973-2024), televisiepresentator en schrijver
- James Morrison, zanger
- Tim Pigott-Smith, acteur

## Bekende (ex-) inwoners

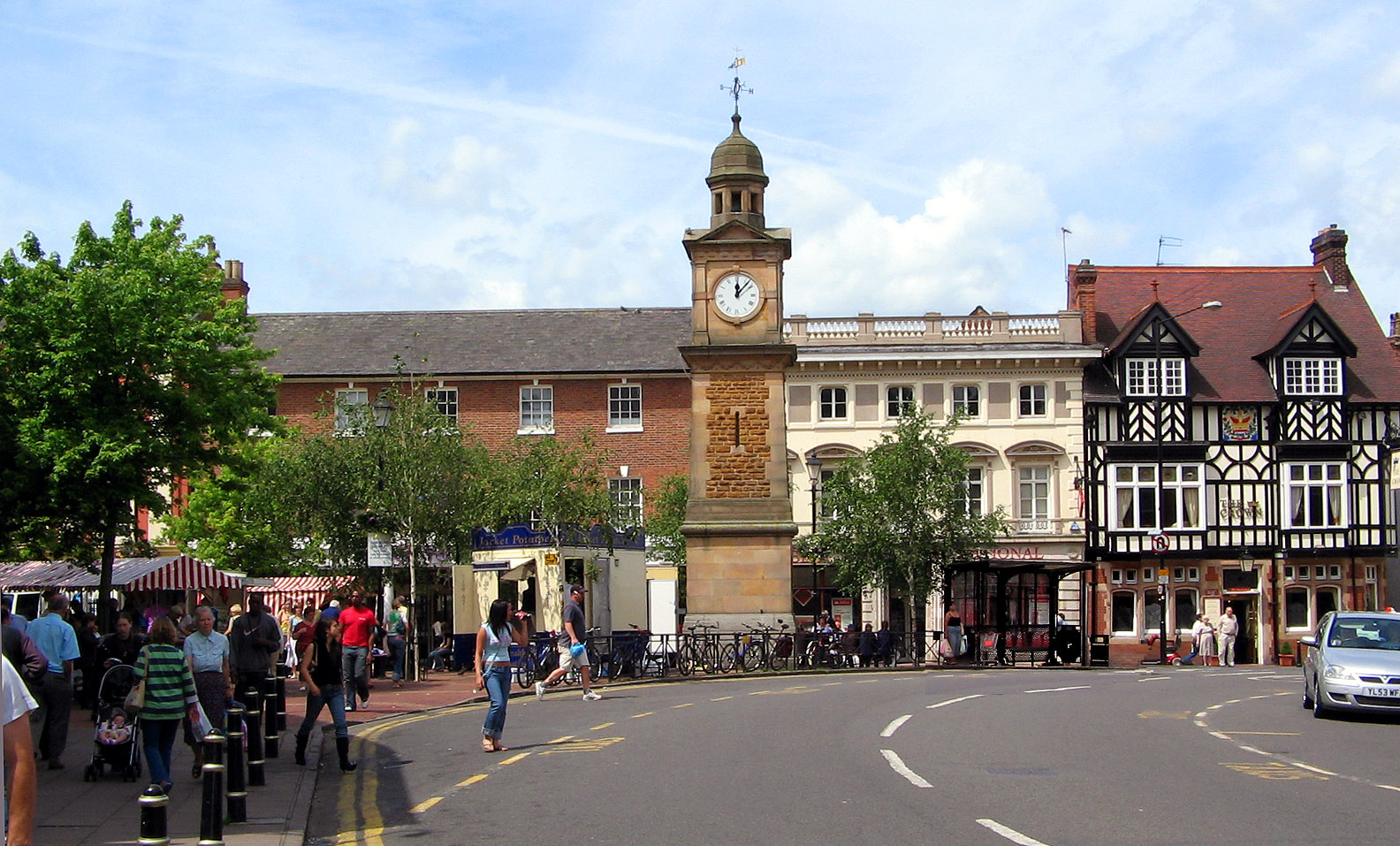
Centrum

- Dennis Gabor, uitvinder
- Kevin Painter, darter
- James Morrison, zanger
- Franco Wanyama, bokser